# バナナフレーバース
バナナフレーバース (Banana Flavors) は、かつて沖縄県宜野湾に存在した玩具店である。
ディズニー・ピクサー映画『トイ・ストーリー』の商品を専門に取り扱うほか、複数のメーカーの商品企画・開発も手掛け、自社開発商品である「琉球リカちゃん」などオリジナル商品の開発も行っていた。

## 概要
- 1997年 - 沖縄県那覇市で玩具店として創業。
- 1998年 - ご当地玩具の先駆けとなる「琉球リカちゃん」を開発、販売する。
- 2003年 - 通販および流通業務の拠点となる流通センターを沖縄県宜野湾市に開設。
- 2009年 - 沖縄県宜野湾市真志喜2-24-9に店舗を移転。
- 2012年8月31日 - 閉店。